# Loituma
Loituma és un quartet finlandès l'estil del qual barreja la tradició oral finlandesa amb els sons del kantele (el kantele és una mena de cítara tradicional de Finlàndia). L'any 1997, Loituma fou elegit com "El grup de l'any" en el Kaustinen Folkmusic Festival.

## Història
La primera incursió de Loituma fou la tardor de 1989. En aquells moments, el grup estava format per set persones i s'anomenava Jäykkä Leipä, nascut en el Departament de Música Folk de la Sibelius Academy. La formació inicial incloïa els cantants Sanna Kurki-Suonio i Tellu Paulasto, qui més tard deixarien per anar a Suècia per sumar-se al grup Hedningarna. Anita Lehtola és alhora membre de Loituma i de Hedningarna.
Al llarg del temps, la formació ha seguit la seva trajectòria musical de forma persistent, introduint diferents tendències en la seva música i s'han capbussat en corrents de diferents. Una de les pedres angulars de la música folk finlandesa és l'art de cantar: les històries i sentiments es propaguen molt bé a través d'aquest instrument. Les peces de Loituma transmeten l'herència finlandesa, ajudats en el fons per Martti Pokela i Toivo Alaspää. Una altra de les peces sustentants de la música de Loituma és el Kantele, que sona de maneres diferents en les seves composicions.
De vegades, els membres de Loituma també componen o arrangen les peces usant també la improvisació. Les seves lletres s'inspiren a través de sons tradicionals nòrdics com la Kalevala, de temes èpics nacionals i el Kanteletar.

## Membres de la formació
- Sari Kauranen—kanteles, veus
- Anita Lehtola-Tollin—vocals, kantele de cinc cordes
- Timo Väänänen—kanteles, veus,
- Hanni-Mari Autere—veus, violí, kantele de cinc cordes, flauta dolça alta, contrabaix, tambor Lapin,

## Discografia
- Loituma (publicat a Finlàndia el 1995)
- Things of Beauty (publicat als Estats Units el 1998)
- Kuutamolla (publicat a Finlàndia el 1998)
- In the Moonlight (publicat als Estats Units el 1999)